# Interwetten
Interwetten a fost fondată în 1990. Acesta operează în filiala de divertisment online oferind clienților săi pariuri sportive, pariuri live, un cazinou, un cazinou live și jocuri. 
În 1997, Interwetten a devenit prima companie din lume care oferă și pariuri sportive online. Prin urmare, compania poate fi văzută ca unul dintre pionierii din domeniul divertismentului online. Astăzi, compania are sediul în Malta. Acest site este interzis în România de ONJN.